# Loasaceae
Loasaceae là một họ chứa 15-21 chi và khoảng 200-350 loài thực vật hạt kín trong bộ Cornales, chủ yếu là bản địa của khu vực châu Mỹ nhưng cũng có ở châu Phi và quần đảo Marquesas. Họ này bao gồm các loài cây thân thảo sống một năm, hai năm và lâu năm, nhưng cũng có một ít loài là cây bụi hay cây gỗ nhỏ.
Hệ thống APG III năm 2009 công nhận 14 chi và 265 loài, tách ra thành 5 nhóm bao gồm:
- Eucnide: 1 chi, 15 loài.
- Schismocarpus: 1 chi, 1 loài (Schismocarpus pachypus) ở Mexico.
- Loasoideae Gilg: 14 chi, 230 loài.
  - Klaprothieae Gilg: 3-4 chi, 5-9 loài.
  - Loaseae Reichenbach: 9 chi, 221 loài.
- Mentzelioideae Gilg: 1 chi, 80 loài.
- Gronovoioideae M. Roemer: 4 chi, 9 loài.

Hệ thống Cronquist năm 1981 xếp họ này trong bộ Violales.

## Các chi
Danh sách các chi dưới đây lấy theo GRIN:
- Touterea Eaton & J. Wright
- Phân họ Gronovioideae
  - Cevallia Lag. (bao gồm cả Petalanthera)
  - Fuertesia Urb.
  - Gronovia L.
- Phân họ Mentzelioideae
  - Eucnide Zucc. (bao gồm cả Loasella, Microsperma, Sympetaleia)
  - Mentzelia L. (bao gồm cả Acroclasia, Bartonia, Bicuspidaria, Chryostoma, Creslobus, Nuttallia, Trachyphytum)
  - Schismocarpus S. F. Blake
- Phân họ Loasoideae
  - Tông Loaseae
    - Aosa Weigend (đôi khi gộp trong chi Loasa)
    - Blumenbachia Schrad. (bao gồm cả Saloa)
    - Caiophora C. Presl (bao gồm cả Cajophora, Gripidea, Illairea, Raphisanthe)
    - Chichicaste Weigend (đôi khi gộp trong chi Loasa)
    - Huidobria Gay (đôi khi gộp trong chi Loasa)
    - Kissenia R. Br. ex Endl. (bao gồm cả Fissenia)
    - Loasa Adans. (Ortiga)
    - Nasa Weigend (đôi khi gộp trong chi Loasa)
    - Presliophytum (Urb. & Gilg) Weigend (đôi khi gộp trong chi Loasa)
    - Scyphanthus Sweet (bao gồm cả Grammatocarpus, Ochetocarpus)

  - Tông Klaprothrieae
    - Klaprothia Kunth (bao gồm cả Ancyrostemma, Sclerothrix)
    - Plakothira Florence
    - Xylopodia Weigend
- Phân họ Petalonychoideae
  - Petalonyx A. Gray

## Hình ảnh

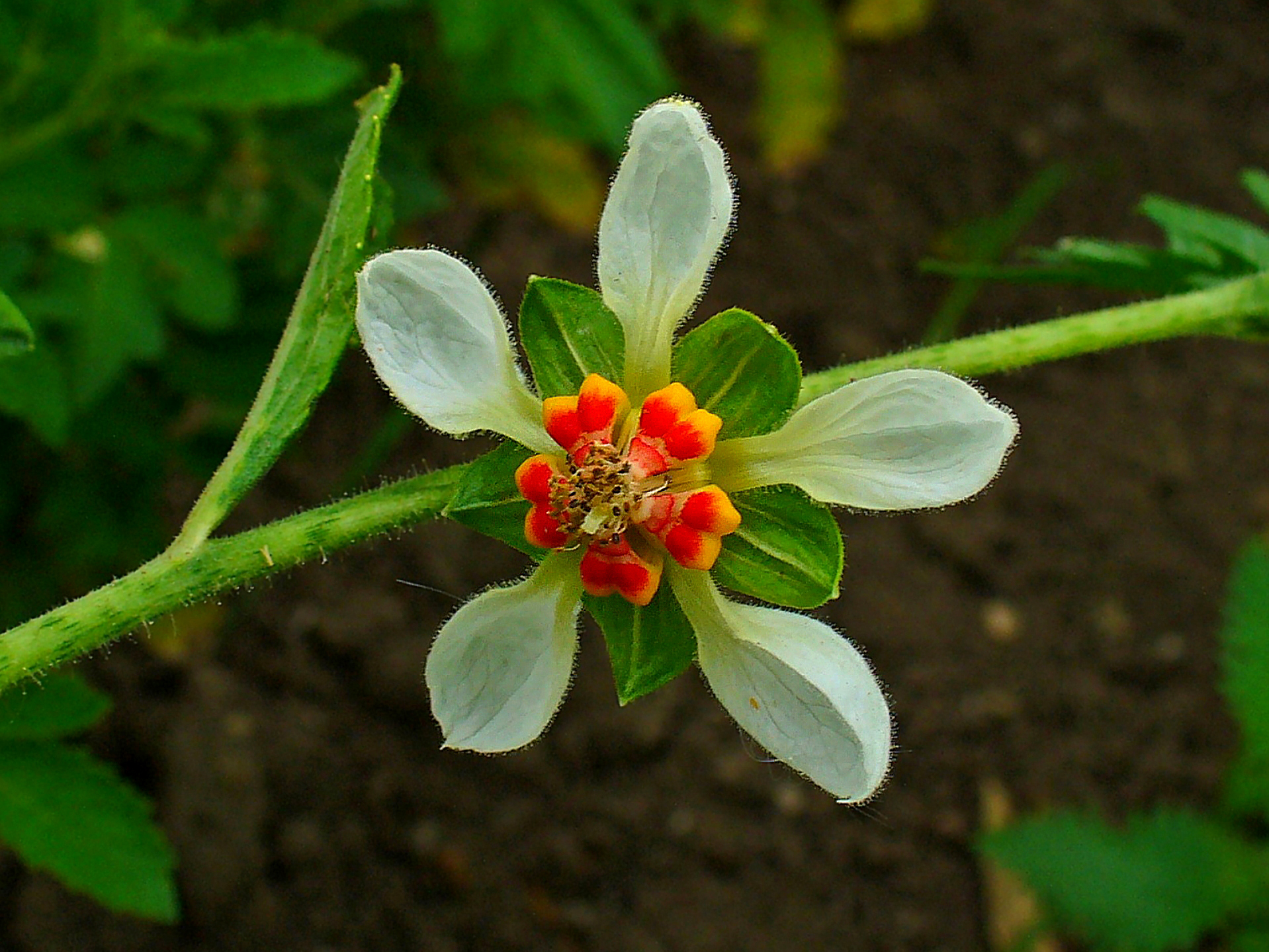
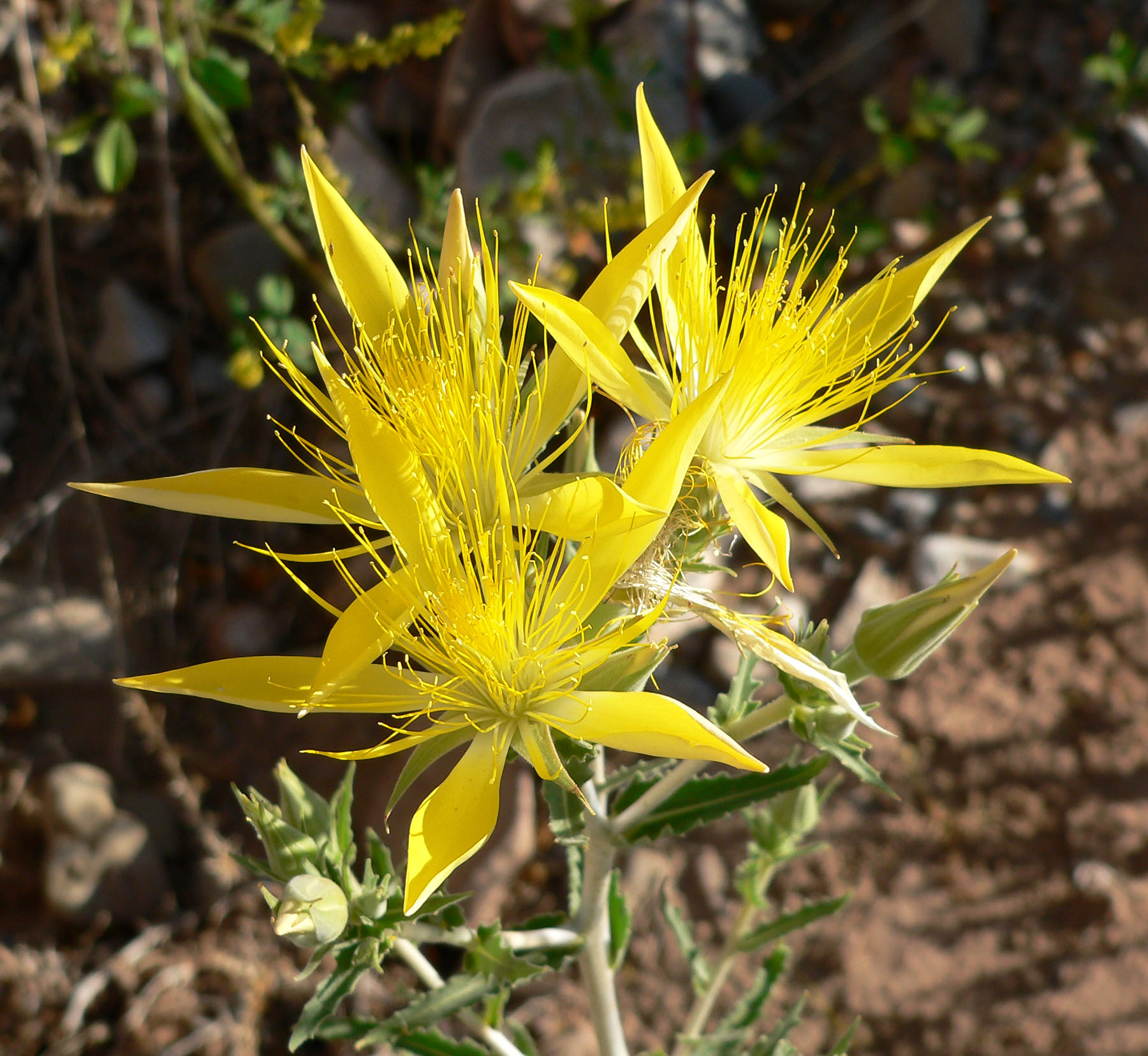
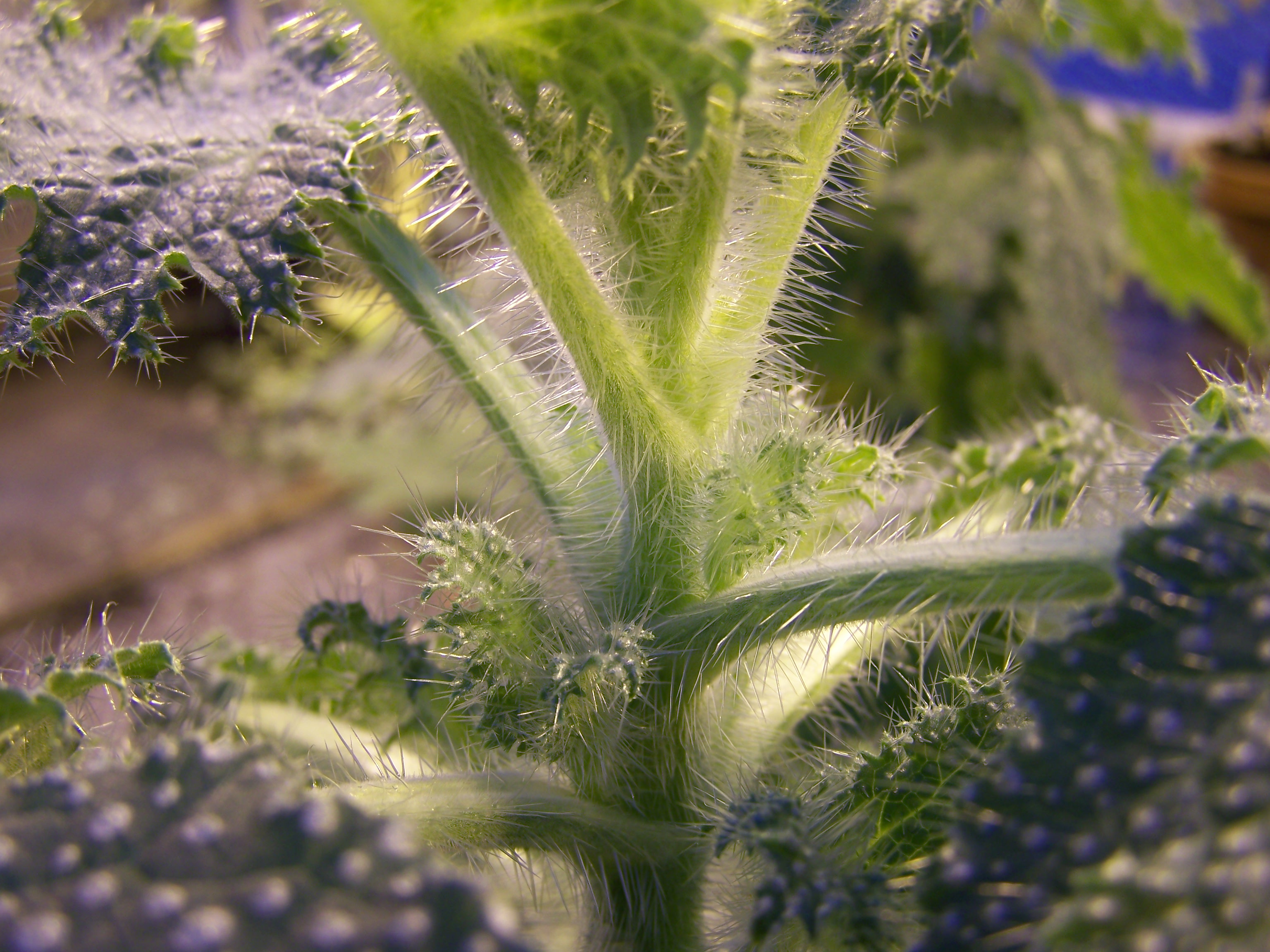
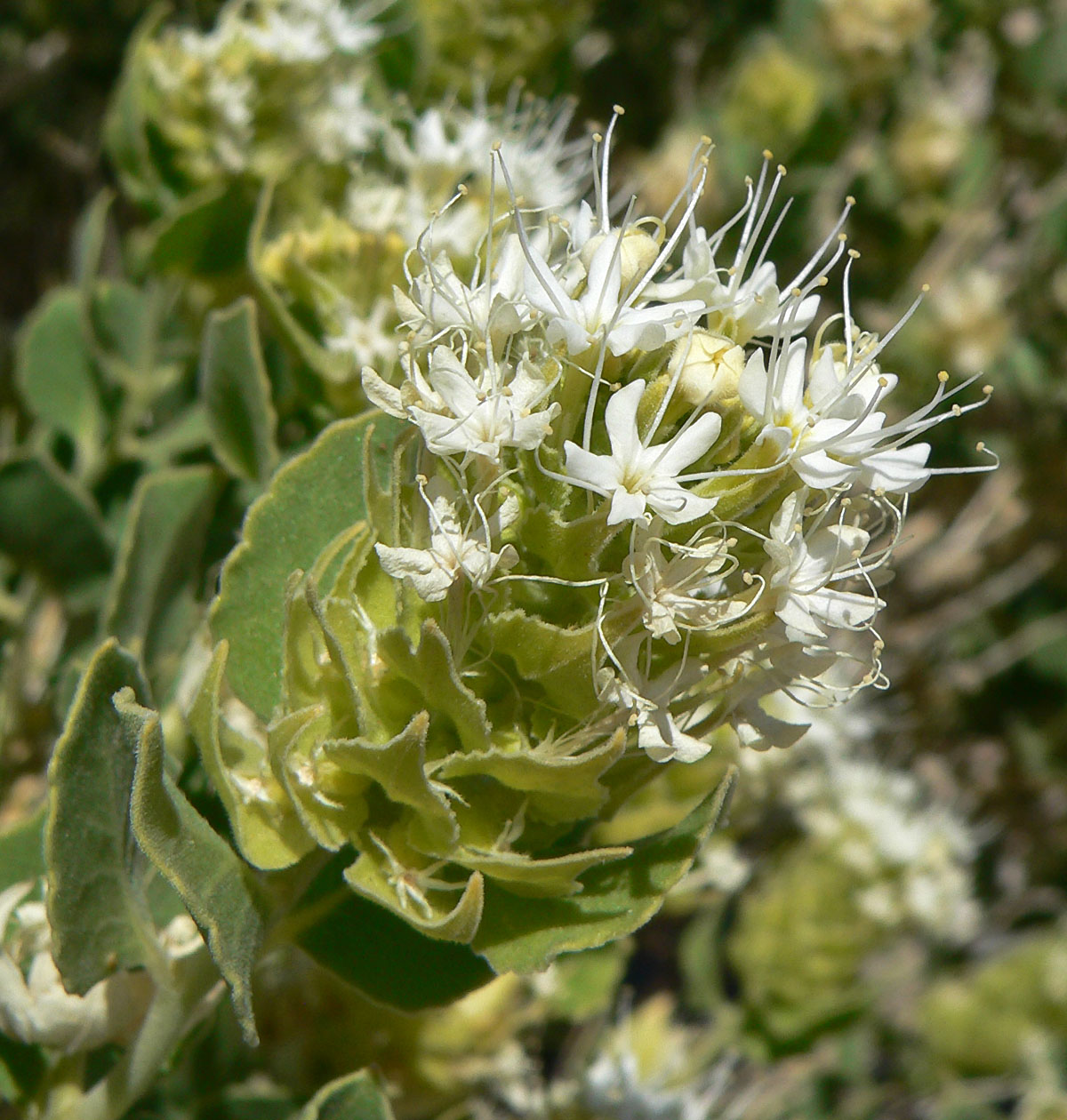